# トゥーレ人

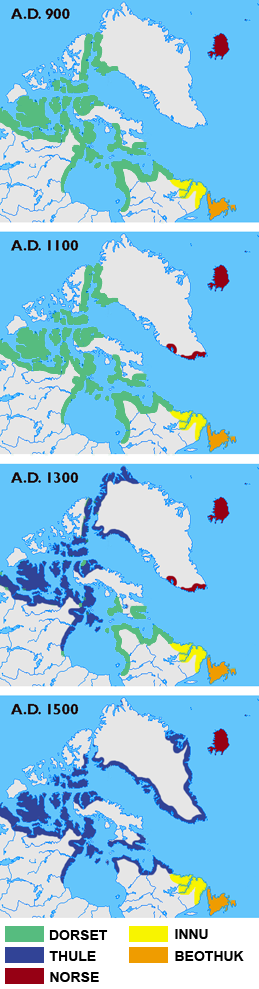

トゥーレ人（Thule people）はまたは原始イヌイットは、現代のイヌイット系民族の祖先である。紀元後1000年までにアラスカ沿岸に分布を展開し、カナダ北部を東に向かって拡大、13世紀までにグリーンランドに到達した。その過程で、先住の初期ドーセット文化人に取って代わった。

## 遺伝子
2014年8月にScienceに発表された遺伝子研究では、紀元後1050年と紀元後1600年に埋葬された多数のトゥーレ人の遺体が調査された。検査された個体は大多数がミトコンドリアDNAハプログループA2aに属し、A、A2b、およびD3a2aのサンプルも検出された。トゥーレ人はおそらくシベリアのバーナーク文化人の末裔であり、1300年頃に文化的および遺伝的に完全に取って代わられたカナダ北部およびグリーンランドの先住民ドーセット文化人とは、遺伝的に非常に異なっていたことがわかった。この研究では、トゥーレ人とグリーンランドノース人の間の遺伝的混合の証拠は見つからなかった。